# Klubi Sportiv Vllaznia Shkodër
O Klubi Sportiv Vllaznia Shkodër é um clube de futebol com sede na cidade de Escodra, na Albânia. Originalmente fundado em 1919  como Bashkimi Shkodran, foi em 1958 que o clube passou a receber sua atual denominação.
Suas cores oficiais são o azul e o vermelho. Manda seus jogos oficiais no Estádio Loro Boriçi, com capacidade máxima para 18 100 espectadores.

## Títulos oficiais
- Superliga Albanesa (9): 1945, 1946, 1971–72, 1973–74, 1977–78, 1982–83, 1991–92, 1997–98, 2000–01 e 2008–09
- Copa da Albânia (5): 1965, 1972, 1979, 1981 e 1987
- Supercopa da Albânia (2): 1998 e 2001